# Cuauhtémoc (estación del Metro de la Ciudad de México)
Cuauhtémoc es una de las estaciones que forman parte del Metro de la Ciudad de México, perteneciente a la Línea 1. Se ubica al poniente de la Ciudad de México, en la alcaldía Cuauhtémoc.

## Información general
Toma su nombre de la Avenida Cuauhtémoc y esta a su vez de Cuauhtémoc, último tlatoani de México-Tenochtitlan. El isotipo de la estación, diseñado por el taller de Lance Wyman, es un águila ya que Cuauhtémoc significa "águila que cae".

### Remodelación
La estación permaneció cerrada desde la noche del 9 de noviembre de 2023, debido a la remodelación que se está llevando a cabo desde el 2022, con la finalidad de rehabilitar y aumentar la vida útil de la primera línea del metro de la Ciudad de México, inaugurada entre 1969 y 1984. Se espera que las obras de la segunda fase de remodelación (Observatorio-Salto del Agua) concluya durante el año 2025, para que finalmente se reabra toda línea completamente remodelada.
La estación fue reabierta el 23 de abril de 2025, tras más de 1 año de obras de modernización, la estación forma parte de la reapertura del tramo Balderas-Chapultepec. La reapertura incluyó que el acceso a la estación sólo se pudiera realizar mediante la tarjeta de movilidad integrada, retirando la posibilidad de ingresar mediante boleto.
De igual forma, se continua con la renovación total de la línea en su segunda fase, en el tramo comprendido desde la estación Observatorio hasta Juanacatlán desde el día 9 de noviembre de 2023 a las 23:00 horas, esto con la finalidad de concluir las obras de modernización las cuales se esperan que ocurran durante el 2025.

### Afluencia
La siguiente tabla muestra la afluencia de la estación en los últimos 10 años:
| Afluencia Anual de Pasajeros | Afluencia Anual de Pasajeros | Afluencia Anual de Pasajeros | Afluencia Anual de Pasajeros | Afluencia Anual de Pasajeros | Afluencia Anual de Pasajeros |
| ---------------------------- | ---------------------------- | ---------------------------- | ---------------------------- | ---------------------------- | ---------------------------- |
| Año                          | Afluencia                    | A Diario                     | Ranking                      | Incremento                   | Ref.                         |
| 2024                         | 0                            | 0                            | X                            | -100.00%                     |                              |
| 2023                         | 2,563,966                    | 7,024                        | 141°/187                     | -38.88%                      | [ 5 ]                        |
| 2022                         | 4,194,986                    | 11,493                       | 102°/175                     | +3.46%                       | [ 6 ]                        |
| 2021                         | 4,054,718                    | 11,108                       | 74°/195                      | -7.73%                       | [ 7 ]                        |
| 2020                         | 4,394,193                    | 12,005                       | 80°/195                      | -47.13%                      | [ 8 ]                        |
| 2019                         | 8,311,511                    | 22,771                       | 67°/195                      | +0.92%                       | [ 9 ]                        |
| 2018                         | 8,235,598                    | 22,563                       | 74°/195                      | +5.42%                       | [ 10 ]                       |
| 2017                         | 7,812,188                    | 21,403                       | 76°/195                      | -8.23%                       | [ 11 ]                       |
| 2016                         | 8,512,525                    | 23,258                       | 71°/195                      | +1.94%                       | [ 12 ]                       |
| 2015                         | 8,350,845                    | 22,879                       | 71°/195                      | +6.48%                       | [ 13 ]                       |

## Conectividad

### Salidas
- norte: Eje 1 Sur Avenida Chapultepec casi esquina con calle Turín y Eje 1 Poniente Avenida Bucareli (en medio del Mercado Juárez), colonia Juárez.
- sur: Eje 1 Sur Avenida Chapultepec casi esquina con Eje 1 Poniente Avenida Cuauhtémoc (a un lado de la Plaza Comercial Cuauhtémoc), colonia Roma Norte.

### Conexiones
Existen conexiones con las estaciones y paradas de diversos sistemas de transporte:
- Línea 3 del Metrobús.
- Ruta Verde de la Red de Transporte de Pasajeros.

## Sitios de interés
- Arena México
- Secretaría de Gobernación
- Mercado Juárez
- Centro Cultural Telmex
- Sitio de Memoria Circular de Morelia